# Нахурі
Нахурі (фр. Nahouri) — одна з 45 провінцій Буркіна-Фасо. Входить до складу Південно-Центральній області. Адміністративний центр провінції — місто По. Площа провінції становить 3 754 км².

## Населення
За даними на 2013 рік чисельність населення провінції становила 190 543 особи.
Динаміка чисельності населення провінції по роках:
| 1996   | 1997   | 2005   | 2006   | 2013   |
| ------ | ------ | ------ | ------ | ------ |
| 119739 | 121314 | 151047 | 155463 | 190543 |

## Адміністративний поділ
В адміністративному відношенні поділяється на 5 департаментів:
- Г'яро
- По
- Т'єбелі
- Зекко
- Зіо